# Laurent Vaguener
Laurent Vagner (pravim imenom Jean André Baudlot, 16. veljače 1947. – 24. ožujka 2021.) je francuski pjevač koji je predstavljao kneževinu Monako na Euroviziji 1979. s pjesmom "Notre vie c'est la musique". Završio je 16. sa samo 12 boda. Bio je zadnji predstavnik Monaka na pjesmi Eurovizije do 2004.
Godine 1984. je izdao album "Roissy 6 h du matin".

## Diskografija
- Notre vie c'est la musique (1979.)
- Roissy 6 h du matin (1984.)